# گوهرشهر چاه درختی
گوهرشهر چاه درختی، روستایی از توابع بخش گوهرکوه شهرستان تفتان در استان سیستان و بلوچستان ایران است.